# The Motivation Proclamation
The Motivation Proclamation è un singolo dei Good Charlotte, estratto dall'album di debutto Good Charlotte, uscito il 31 Luglio 2001.

## Video musicale
Il video è stato diretto da Marc Webb.

## Tracce
1. The Motivation Proclamation – 3:36